# Kostrč

Lidská kostrč

Kostrč či kost kostrční (os coccygis) je malá kost u člověka vzniklá srůstem posledních obratlů, která je pozůstatkem zakrnělého ocasu. Vzniká srůstem tří až pěti posledních obratlů a má trojúhelníkovitý tvar. Srostlé obratle se původním obratlům podobají velice málo; z původního tvaru obsahují pouze obratlové tělo.
Kostrč se nachází v oblasti zadní části pánve. Nad ní se nachází křížová kost, se kterou je kostrč spojena chrupavkou (tzv. synchondróza) vycházející z báze kostrče a směřující k hrotu křížové kosti. Díky chrupavčitému spojení mezi těmito kostmi dochází k určité mobilitě spoje, který umožňuje pružný pohyb.
Vlivem větší absorpce vody během těhotenství se může kostrč změkčit, čímž umožní snazší porod.

## Stavba
Kostrč je tvořena obvykle třemi až pěti rudimentárními obratli (jiný zdroj uvádí 4 až 5) Co1 až Co5, které k sobě pevně srůstají. V některých atypických případech může být kostrč tvořena šesti či sedmi obratli. Obratle nemají  typický tvar, ale jsou značně deformované a z jejich původní podoby je stejné pouze tělo obratle. Ze zakrnělých oblouků se vyvinuly jen zakrnělé výběžky cornua coccygea směřující proti cornua sacralia. Pouze u prvního obratle je možné ještě pozorovat zakončení páteřního kanálu.
Konec kostrče je volný; spolu s koncem křížové kosti se využívá k definování pánevní roviny.

## Funkce
Na kostrč se upínají svaly tzv. pánevního dna (někt. „dolní bránice“), které mají roli svěračů. Ty tvoří jakýsi „hamakovitý“ oponens bránici dechové. Pružení kostrče je nutné za chůze pro pružení obsahu abdomenu a dolní pánve. Pružnost kostrče má vliv též na hladkou lokomoci, dosedání, hybnost bederní páteře, trávení, vyměšování a sexuální funkci.

## Úrazy

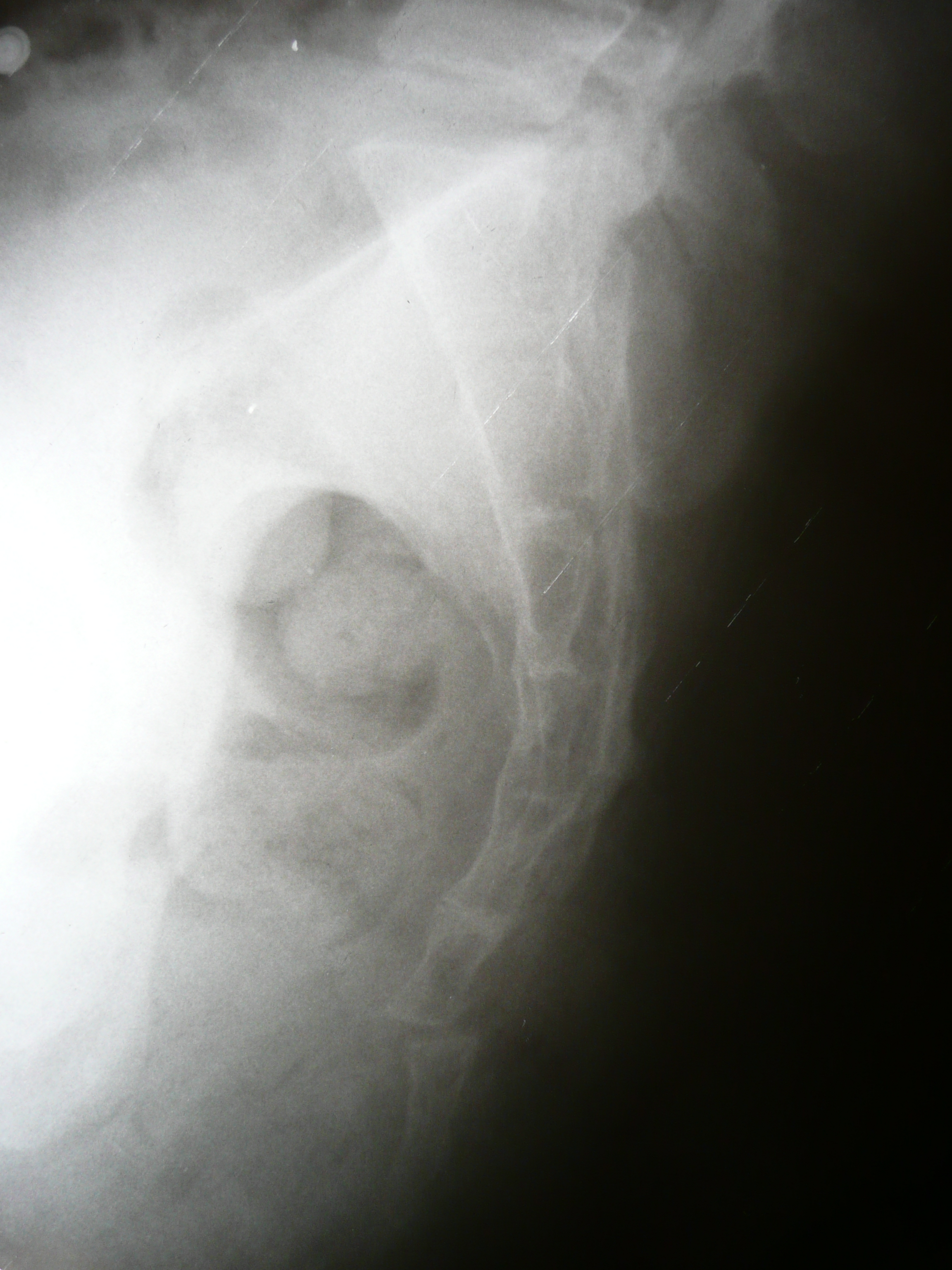
Rentgen zraněné kostrče

Mezi časté úrazy kostrče patří naražení tvrdým nárazem či dopadem. Bolestivé zranění se může spontánně upravit, častěji však zůstává kostrč vyosena vlivem svalových spazmů, nepruží, a tím působí potíže – od bolestivé menstruace, přes bolest bederní páteře, sakroiliakálního skloubení až po problémy s páteří krční. Pomocí pak je manuální fyzioterapie (mobilizace kostrče). Při extrémním nárazu může dojít až ke zlomení kostrče.